# Sjukmoder
Sjukmoder var en yrkesbeteckning för en befattningshavare för Stora Barnhuset i Stockholm. Hon hade ansvaret för de sjuka barnen och sjukvårdsavdelningen på hemmet. 
Instruktionen för Barnhusets personal utfärdades av barnhusdirektörerna borgmästare Jean de la Vallée och rådman Heinrich Sparjin 12 mars 1677. Sjukmodern rekryterades liksom husmodern och lärmodern som regel bland änkor eller döttrar till präster. 
Sjukmodern hade ansvaret för barnhemmets sjukstuga och lydde under läkaren och barberaren, som dock till skillnad från henne inte bodde på barnhemmet. Hon tog in och skrev ut barnen på sjukstugan på dessas order och följde deras instruktioner vid vården. Hon fungerade som sjukvårdare och ansvarade också för sjukavdelningens inventarier och rengöring, även av dess instrument. Hon skulle också ha viss egen kunskap om sjukvård. 
Sjukmodern var ständigt närvarande i sjukstugan och åt till exempel inte i matsalen utan fick maten buren till sig. Hon hade liksom husmodern och lärmodern rätt att utse några av de äldre barnhemsflickorna till assistenter. 